# Victor Franck (père)
 (novembre 2020).
Si vous disposez d'ouvrages ou d'articles de référence ou si vous connaissez des sites web de qualité traitant du thème abordé ici, merci de compléter l'article en donnant les références utiles à sa vérifiabilité et en les liant à la section « Notes et références ».
Victor Franck est un photographe français, né à Saint-Dié le 25 juillet 1822 et mort dans la même ville le 29 septembre 1879.

## Biographie
Victor, fils de Samuel Franck (1786-1844) et de Françoise Antoinette Daumale (1791-1856) exerce d'abord le métier de peintre en bâtiment à Saint-Dié. Il fonde un atelier de photographie à Saint-Dié au 31, rue de la Concorde. Il se marie en premières noces avec Marie Stoquert (1826-1851) native de Nompatelize qui lui donne une fille Marie-Victorine (1850), puis veuf, en secondes noces avec Marie-Salomé Bazweiler qui lui donne un fils, le photographe Victor Franck (1852-1907).

## Photographe professionnel
Victor Franck est dès l'âge de trente ans un technicien expert de la photographie, un véritable spécialiste du collodion confectionnant avec méticulosité ses plaques de verre recouvertes de cette substance qui retient les sels argentiques émulsionnés. Alliant des capacités professionnelles à un véritable talent artistique, selon l'observateur Henry Bardy scientifique médusé, il excelle dans les portraits en maîtrisant les techniques d'éclairage et de fond de prise parfois virtuelles. Il s'agit aussi d'un véritable « peintre photographe » car il peut retoucher, miniaturiser ou agrandir, et surtout graver les portraits selon le souhait de sa clientèle. Il réalise en pionnier des vues stéréoscopiques de paysages. Il voit ses travaux couronnés à l'Exposition universelle de 1867 à Paris, il est invité ensuite aux Expositions industrielles de Marseille et Bruxelles. 
Son fils Victor formé à l'atelier est aussi dès son jeune âge un expert photographe, mais, formé à l'école industrielle de Mulhouse selon le vœu paternel, il épouse les progrès techniques rapides de son époque en se spécialisant dans les plaques à couches fines de gélatino-bromure d'argent, beaucoup plus stables et pratiques d'emploi, et plus tard dans la photographie instantanée. Ces travaux se réalisent sous l'œil bienveillant du père émerveillé de ses nouvelles techniques stables, pratiques et nettement moins exigeantes à mettre en œuvre. 
Le fils ajoute une spécialité de photographe ambulant, spécialisé dans les reportages et les paysages, le monde paysan et les scènes militaires, scènes de rues et de marchés, processions et cortèges… Il lui succède à la tête de l'atelier peu avant sa mort en 1879. Ainsi, bien avant la fin du XIXe siècle, la renommée de l'atelier Victor Franck au 66, Grande rue (rue Thiers actuelle) à Saint-Dié, est d'ordre national.
Un grand nombre de portraits de femmes, souvent gardés pour la mode des robes à crinolines ou diverses coiffures aujourd'hui exotiques, mais aussi d'enfants en groupe, de notables ou de militaires locaux, caractérise aujourd'hui de manière commune l'œuvre de Victor Franck père, à côté de somptueux clichés stéréoscopiques de paysages.